# Gliese 269
Gliese 269 is een tweevoudige ster in het sterrenbeeld Puppis met magnitude van +6,7 en met een spectraalklasse van K1.V en K4.V. De ster bevindt zich 47,6 lichtjaar van de zon.